# راسل هابز
راسل هابز (انگلیسی: Russell Hobbs) یک تولیدکننده لوازم خانگی در انگلیس است. در سال ۱۹۵۲ توسط ویلیام راسل و پیتر هابز تشکیل شد و در دهه ۱۹۶۰ تولیدکننده اصلی کتری در بازار انگلستان شد. دفتر مرکزی این شرکت در طول تاریخ خود با مشارکت شرکتهای مختلف مواجه است، در حال حاضر در فالیسوورس، انگلستان مستقر است.